# 52 (DC Comics)
52 fue una publicación semanal de DC Comics que apareció el 10 de mayo de 2006, una semana después de la conclusión de Crisis Infinita. La serie estuvo escrita por Geoff Johns, Grant Morrison, Greg Rucka y Mark Waid.
52 consiste de 52 capítulos publicados semanalmente durante un año, cronológicamente los eventos toman lugar durante el año perdido después del final de Crisis Infinita. La historieta se enfoca en cada personaje del Universo DC a través de personajes cuyas historias son relatadas exclusivamente en la revista y ocasionalmente se cruzan unas con otras.
La historia se desarrolló cronológicamente de acuerdo con los eventos de la realidad, de modo que en Navidad, por ejemplo, el ambiente de la historia igualmente sería navideño. Por tanto, el cómic fue dividido en 52 semanas. Esta historia fue seguida directamente por la serie limitada semanal Countdown to Final Crisis. Fue la primera serie semanal publicada por DC Comics desde la efímera antología Action Comics Weekly de 1988 a 1989.

## Formato
El uso de un formato de publicación semanal es inusual en la industria norteamericana del cómic, tradicionalmente basada en publicaciones mensuales. 52 y Batman Eternal (2014/2015) ostentan el primer puesto como el cómic semanal serializado de mayor duración publicado por una editorial norteamericana grande. Anteriormente, el récord lo ostentaba Action Comics Weekly. La historia se concibió originalmente como una crónica de lo sucedido en el «año perdido» entre el final de Crisis Infinita y el comienzo de Un año después. Se centraría especialmente en cómo el mundo lidió con la desaparición de los «tres grandes» héroes del universo DC, Superman, Batman y Mujer Maravilla. A medida que la serie avanzaba, se convirtió más en una plataforma para sentar las bases de historias venideras del Universo DC.

## Publicación
La aparición de una publicación semanal es inusual en la industria de cómic norteamericana, que normalmente se basa en publicaciones mensuales (o menos frecuentes). Esto había sido hecho antes, al menos dos veces, por DC Comics. En 1988, la serie limitada de ocho entregas Millennium fue publicada semanalmente como un "evento" en la continuidad DC, con cada entrega conectada con las diferentes publicaciones semanales. Poco después, sin embargo, durante menos de un año en 1988 y 1989, la largamente publicada serie Action Comics fue retitulada como Action Comics Weekly y publicada semanalmente entre los números 601 y 642, hasta volver a su tradicional formato mensual.

## Historia del Universo DC
Una historia de trasfondo titulada Historia del Universo DC, similar a la historia que DC Comics publicara en 1985 como una serie limitada tras Crisis en Tierras Infinitas (Crisis on Infinite Earths), apareció en las semanas 2 a 11, con Dan Jurgens y Art Thibert como equipo creativo. En la trama, Donna Troy explora la historia del Universo DC con la ayuda del dispositivo grabador de la fallecida Harbinger. En el capítulo final, tanto la grabación como un Monitor informan a Donna Troy que ella debió haber muerto en lugar de Jade.

## Orígenes Secretos
En las semanas 12 a 52 aparecieron los Orígenes Secretos, la mayoría escritos por Mark Waid.
- Semana 12: Mujer Maravilla; arte por Adam Hughes.
- Semana 13: Hombre Elástico; arte por Kevin Nowlan.
- Semana 14: Metamorfo; arte por Eric Powell.
- Semana 15: Steel; arte por Jon Bogdanove.
- Semana 16: Black Adam; arte por JG Jones.
- Semana 17: Lobo; arte por Keith Giffen.
- Semana 18: The Question; arte por Joe Bennett.
- Semana 19: Animal Man; arte por Brian Bolland.
- Semana 20: Adam Strange; arte por Kevin Nowlan.
- Semana 21: (ninguno).
- Semana 22: Linterna Verde; arte por Ivan Reis.
- Semana 23: Wildcat; arte por Jerry Ordway.
- Semana 24: Booster Gold; arte por Dan Jurgens.
- Semana 25: Nightwing; arte por George Pérez.
- Semana 26: Hawkman; arte por Joe Bennett.
- Semana 27: Canario Negro; arte por Howard Chaykin.
- Semana 28: Catman; arte por Dale Eaglesham.
- Semana 29: (ninguno).
- Semana 30: Metal Men; arte por Duncan Rouleau.
- Semana 31: Robin (Tim Drake); arte por Freddie Williams II.
- Semana 32: Blue Beetle; arte por Cully Hamner.
- Semana 33: Detective Marciano; arte por Tom Mandrake.
- Semana 33: Firestorm; arte por Jamal Igle

- Semana 34: Zatanna; arte por Brian Bolland.
- Semana 35: Deathstroke
- Semana 36: Power Girl; arte por Adam Hughes.